# Диво-жінка (фільм, 1990)
«Диво-жінка» — радянський двосерійний телефільм 1990 року, знятий режисером Ісаматом Ергашевим на кіностудії «Узбекфільм».

## Сюжет
За п'єсою Шарафа Башбекова «Залізна жінка». Залізна дівчина Аломат у буквальному значенні слова — залізна. Прання, кухня, польові роботи, танці — все це «зашито» в пам'ять електронної подруги молодого програміста, який віддає її на якийсь час своєму другові, Кучкару, який важко переживає розлучення з дружиною…

## У ролях
- Мурад Раджабов — Кучкар
- Ділором Еґамбердиєва — Аломат, жінка-робот
- Ділором Камбарова — дружина Кучкара
- Гані Агзамов — Хасаєд, друг і товариш по чарці Кучкара
- Джамшид Закіров — програміст, творець Аломат (дівчата-робота)
- Клара Джалілова — сусідка
- Юлдуз Хамідова — сусідка
- Шеркузі Газієв — епізод
- Рафік Юсупов — сусід
- Турсун Імінов — епізод
- Максуд Атабаєв — високопосадовець
- Вахаб Абдуллаєв — високопосадовець
- Оріф Убайдуллаєв — епізод
- Фархад Амінов — кіноартист
- Маматхон Убайдуллаєв — епізод
- Набі Рахімов — кіноартист
- Алім Мансуров — епізод
- Мухаммаджон Холматов — сусід

## Знімальна група
- Режисер — Ісамат Ергашев
- Сценаристи — Махмуд Туйчієв, Шараф Башбеков
- Оператор — Рифкат Ібрагімов
- Композитори — Рустам Ільясов, Фаррух Закіров
- Художник — Ігор Гуленко